# .ad
.ad is het achtervoegsel van Andorraanse domeinnamen. .ad-domeinnamen worden uitgegeven door Servei de Telecommunicacions d'Andorra, die verantwoordelijk is voor het top level domain 'ad'.